# Franz Scholz (Politiker, 1876)
Franz Scholz (geboren 1. Dezember 1876 in Friedland an der Mohra, Österreich-Ungarn; gestorben 9. Mai 1960 in Göppingen) war ein sudetendeutscher christlicher Gewerkschafter und Politiker.

## Leben
Franz Scholz erlernte das Handwerk des Tischlers und des Mühlenbauers. Um 1905 war einer der Initiatoren der christlichen Gewerkschaften in Mähren und Österreichisch Schlesien. Seit 1908 arbeitete er hauptamtlich als Gewerkschaftssekretär. Er schloss sich nach der Gründung der Tschechoslowakei der Deutschen Christlich-Sozialen Volkspartei (DCSVP) an. In Wigstadtl wirkte er in der Kommunalpolitik mit und war zeitweise Gemeindevorsteher, Stadtrat, Vizebürgermeister und Bürgermeister. 
Scholz wurde 1925 in den Tschechoslowakischen Senat gewählt und 1929 bis 1935 wiedergewählt. Nach der Okkupation des Sudetenlandes 1938 stellte er am 18. Januar 1939 einen Aufnahmeantrag in die NSDAP und wurde mit der Mitgliedsnummer 6.725.576 rückwirkend zum 1. November 1938 Mitglied der NSDAP-Ortsgruppe Wigstadtl.
Nach Ende des Zweiten Weltkriegs lebte Scholz als Vertriebener in Karlsruhe und danach in Göppingen.